# Georg Öhman
Georg Öhman, född 22 december 1891 i Lovisa, död 9 december 1957 i Tavastehus, var en finländsk militär och veterinär. 
Öhman anslöt sig 1915 till Kungliga preussiska jägarbataljonen 27 (inskrevs i dess rullor som nr 1, "Jäger Eins"), avlade 1917 veterinärexamen i Dresden och återvände 1918 med sin trupp till Finland. Han verkade 1918–1939 som regementsveterinär och avancerade 1941 till veterinäröverste. Han gjorde en viktig insats som praktiserande veterinär, lärare och läroboksförfattare.